# Casas Capitulares de Lora del Río
El edificio del Ayuntamiento o Casa Capitular, de Lora del Río (Provincia de Sevilla, España), construida en el siglo XVIII, constituye un exponente muy importante entre las casas capitulares de estilo barroco existentes en el antiguo reino de Sevilla, destacando por su monumentalidad
y su factura artística. Históricamente, se enclavan en el período de reconstrucción nacional emprendida por el rey Carlos III. 

## Descripción
El edificio se compone de dos cuerpos básicos articulados en forma de «L» que se corresponden con la casa consistorial, propiamente dicha, y el antiguo pósito. El primero, que comprende las dos primeras crujías desde la fachada, tiene la delantera abovedada en planta baja y se compone de zaguán y algunas dependencias administrativas. La crujía posterior alberga la escalera, que se encuentra descentrada respecto al acceso y se cubre con bóveda, visible exteriormente. A la derecha de esta crujía se encuentra el segundo cuerpo, que se desarrolla ortogonalmente respecto al anterior.
Por la escalera se accede a la planta alta formada por una galería en el lateral de fachada que da acceso a las distintas dependencias. El cuerpo posterior se destina a Salón de Plenos. Hacia la derecha de estos cuerpos principales se encuentra la torre del reloj, que sirve de articulación entre el edificio del Ayuntamiento, y otra edificación, adosada a la anterior, donde se sitúa también el acceso al patio.
La fachada principal es la parte más interesante del edificio. Está dividida en dos cuerpos articulados en cinco módulos por pilastras cajeadas entre las cuales se abren cinco vanos que se corresponden con sendos balcones en la planta superior. La portada está formada por un arco de medio punto flanqueado por columnas toscanas y contrapilastras. En la clave del arco se sitúa el escudo de la villa y a su alrededor se extiende una decoración mixtilínea encuadrada dentro de un alfiz. El segundo cuerpo se separa por medio de una cornisa volada siendo la parte más saliente la base del balcón principal. Este se encuentra encuadrado por columnas salomónicas realizadas en ladrillo y rodeado por decoración de hojarasca.
Encima del dintel del balcón está ubicado el escudo real de Carlos III sobre el cual existe una cornisa mixtilínea que se remata con un escudo de la orden de san Juan de Jerusalén enmarcado por volutas. Toda la fachada está rematada por una cornisa mixtilínea decorada por medio de mascarones y rematada por piezas cerámicas. Hacia la derecha se levanta la torre del reloj, que como se ha señalado, articula la composición con el antiguo pósito, circunstancia que se remarca mediante el balcón corrido que recorre ambos inmuebles, cerrando de forma clara el rincón de la plaza.
El edificio anexo, el antiguo pósito, aunque ha sufrido muchas modificaciones, conserva una única crujía con fachada de ladrillo avitolado en donde se abren los vanos de acceso y los balcones sin decoración.
Tras ella se encuentra el patio que conserva los arcos cegados encuadrados en alfices, debajo existen unas galerías abovedadas cuyo fin era aislar el grano almacenado. Bajo la cornisas de estas fachadas aparece un friso con una inscripción del versículo 68 del capítulo primero del evangelista San Lucas: «Benedictus dominus deus isra(el) quia visitavit et fecis redemptionem plebis suae sn». Lucas, Cap. 1, V. 68.